# Den Chai (huyện)
Den Chai (tiếng Thái: เด่นชัย) là một huyện (amphoe) ở phía nam thuộc tỉnh Phrae, phía bắc Thái Lan.

## Lịch sử
Dưới thời trị vì của vua Chulalongkorn (Rama V), người Tai làm việc ở mỏ ngọc tại Doi Pok Ka Long đã cướp bóc Mueang Phrae. Vua đã hạ lệnh Phraya Surasak Montri giải quyết vấn đề. Phraya Surasak Montri đã đóng trại ở Ban Den Thap Chai. Khi ông dẹp loạn xong, tên của trại đã trở thành tên làng. Sau đó làng này đã được nâng cấp thành một tambon.
Den Chai được lập làm tiểu huyện (King Amphoe) của huyện Sung Men ngày 24 tháng 1 năm 1963. It was upgraded to a full district Năm 1965. Den Chai trở nên quan trọng hơn khi chính quyền Thái Lan cho xây tuyến đường sắt phía bắc chạy qua huyện lên phía bắc.

## Địa lý
Các huyện giáp ranh (từ phía tây theo chiều kim đồng hồ): Wang Chin, Long, Sung Men thuộc tỉnh Phrae, Mueang Uttaradit, Laplae thuộc tỉnh Uttaradit, Si Satchanalai thuộc tỉnh Sukhothai

## Hành chính
Huyện này được chia thành 5 phó huyện (tambon), các đơn vị này lại được chia ra thành 52 làng (muban). Có hai thị trấn (thesaban tambon) - Den Chai nằm trên một phần của tambon Den Chai, Mae Chua và Pong Pa Wai; Mae Chua nằm trên một phần của tambon Mae Chua. Có 5 Tổ chức hành chính tambon.
| STT | Tên         | Tên tiếng Thái | Số làng | Dân số |  |
| --- | ----------- | -------------- | ------- | ------ |  |
| 1.  | Den Chai    | เด่นชัย          | 11      | 12.506 |  |
| 2.  | Mae Chua    | แม่จั๊วะ          | 10      | 7.478  |  |
| 3.  | Sai Yoi     | ไทรย้อย         | 12      | 6.485  |  |
| 4.  | Huai Rai    | ห้วยไร่          | 9       | 5.434  |  |
| 5.  | Pong Pa Wai | ปงป่าหวาย       | 10      | 5.537  |  |